# ガンダムタイプ
ガンダムタイプは、アニメ作品群「ガンダムシリーズ」に登場する、モビルスーツと呼ばれる架空の兵器群の分類などに使われる用語。
作品によって定義が異なるため、本項では「ガンダムタイプ」という用語が用いられていない作品についても解説する。

## 概要
「ガンダムシリーズ」には、「ガンダム」という名前を与えられたMSがほとんどの作品に登場するが、幾つかの作品ではこれらを「ガンダムタイプ」と総称することがある。この用語は『機動戦士ガンダム0083 STARDUST MEMORY』で 初めて登場した。
作品によっては「GUNDAM」という言葉になんらかの頭字語（アクロニム）を設定する等、特別な意味付けがなされる場合もある。
『機動戦士ガンダム』以外に登場する「ガンダム」という名称のMSは、Ζガンダムを「ゼータ」と略して呼ぶようなこともあれば、単に「ガンダム」と呼ぶようなこともある。また「百式」のように「ガンダム」という名称ではないが設定や作中の扱いでガンダムとみなされるMSも存在する。
デザイン面でも、「ガンダム」の定義は曖昧である。漫画『機動戦士クロスボーン・ガンダム』劇中にて、原作者である富野由悠季の指定により「角（ブレードアンテナ）が2本あって、目が2つあればガンダム」という登場人物の台詞が書かれているものの、角がないガンダムEz8や、目がデュアルアイでなくモノアイになっているゲーム『SDガンダム GGENERATION モノアイガンダムズ』のLRX-077 シスクードなども、ガンダムと呼ばれることもある。また逆に、角が2本あって目が2つの頭部デザインであっても、例えばSEEDの系列の機体は大体がペットネームの様に付いた名前なので、アニメでは主人公のキラ・ヤマトをはじめとした幾つかの登場人物が呼称するにとどまっている。
カラーリングは白系を主体にしているものが多い。ただしそれも例外が多数あり、例えばGガンダムでは、各国の特色やキャラクターのイメージを反映させているので、白が少ないか入っていないものが多い。
宇宙世紀を舞台とした「ガンダムシリーズ」の作品群での「ガンダム」の名を冠した機体は、過去に存在したRX-78-2 ガンダムに由来する名前ということになる。宇宙世紀以外の世界観を舞台とする作品群にあってもまったく同様に「ガンダム」という呼称を持つ「二つ目・角付き・白基調で三原色はアクセント」のモビルスーツ（もしくは他の機動兵器）が登場し、それぞれに独自の由来が設定されている。

## 各作品シリーズにおけるガンダム

### 『機動戦士ガンダム』シリーズ
宇宙世紀を舞台としたガンダム作品では、U.C.0079の『機動戦士ガンダム』に登場する主役機「RX-78-2ガンダム」が、ガンダムタイプの原点とされる。ガンダムは、一年戦争時にジオン軍が開発したザクIIに対抗して、地球連邦軍により開発されたモビルスーツである。以後止めどないMSの開発合戦が始まるが、その進化の系統樹において、ガンダム系MSは常にセンターの位置を占めていた。 大抵、実験機が量産機より性能が良いという事は珍しいのだが、ガンダムタイプはジムやジェガンといった連邦軍の量産型MSより遥かに高い能力を見せている。ガンダムは単なる実験機や試作機ではなく、エースパイロットにのみ与えられるカスタムメイドに近い最高級マシンだった。

#### ガンダムの存在理由
連邦軍のMS戦術の基本として、戦闘空域に量産型MSの大量投入と、エースパイロットに与えられたガンダム型MSによる敵中枢突破が行われる。それがガンダムの存在理由である。この結果、ガンダムは長い間、MSのシンボルとして語り継がれる事になった。U.C.0079~0080の漫画『機動戦士ガンダム サンダーボルト』133話においては、一年戦争後にてアナハイム社が地球連邦軍にモビルスーツを売り込む為の一環としてガンキャノンⅡの発展試作機の頭部がガンダムタイプに変更されてブルGと言う別物扱いされた機体や、名前にガンダムと付いているが本当にガンダムタイプなのか怪しい機体が幾つもアナハイム社からルナツーへ次期主力候補として搬入されていた。この事にルナツー司令官として着任したボーマンは「ガンダムに神通力があるとでも思っとるのか！？」などと怒った。後述で説明するように、ガンダムの名前に対する解釈は時代が移り変わるごとに有り様が変化していった。

#### ガンダムという名前の意味合いの変化
U.C.0104の小説『機動戦士ガンダム 閃光のハサウェイ』（下）の12「ビフォー ザ ディ」で、ニュータイプパイロットを部下にして戦乱を戦い抜いた経験を持つブライト・ノアがメカニック・マンから「不穏分子が使うモビルスーツに、ガンダムという名称を使うなんて許せないでしょう？」と聞かれた。これに対しブライトは、「歴代のガンダムは、連邦軍にいても、反骨の精神を持った者が乗っており、首が無くなったり、機体が焼かれる、機体がバラバラになるなどの最後を遂げた。しかしガンダムが無くなった後でも反骨精神は健在だった。」と過去を振り返りながら語っており、反連邦組織のマフティー・ナビーユ・エリンが運用したΞガンダムに関して悪感情は持っていなかった。
U.C.0123の劇場用アニメ『機動戦士ガンダムF91』では、ガンダムという名前が地球連邦軍人の間でも忘れ去られているような描写がされており、連邦軍人であるレアリー・エドベリ中尉はガンダムF91の顔を見て「昔 こんな顔のモビルスーツがあったわね」と発言。それを受けた士官候補生マヌエラ・パノパは「あー！ ほら　ガンダムって言ったわね」と記憶を呼び起こした。この流れに乗って、レアリーが機体を整備しているグルス・エラスに機体コードをガンダムF91にするよう提案して、F91はガンダムと呼ばれる事となった。
U.C.0153のアニメ『機動戦士Vガンダム』では、ガンダムの名前は抵抗のシンボルとして伝説化していた。第6話「戦士のかがやき」でリガ・ミリティアが開発したMSヴィクトリーガンダムと交戦した、ザンスカール帝国のワタリー・ギラは当初「ガンダムが抵抗のシンボルなどという伝説は、このワタリーギラが打ち砕いてやる」と息を巻いていたが反撃を食らう。するとワタリーは「地球連邦軍という体制に反逆しているのは我々だぞ。真のガンダムなら我々と手を組むはずだ」と自分達の正当性を叫んだ。第7話「ギロチンの音」では、変形合体してMSになるヴィクトリーを見たドゥカー・イクを始めとしたガッダール隊は「し、白いMS」「昔のガンダムとかいうのにそっくりじゃないか」と驚嘆した。ラゲーン基地で戦闘の報告を受けたアルベオ・ピピニーデンは「抵抗分子に白いモビルスーツか。ガンダムの再来とでも言うのか。」とかつてのガンダムの再来を予感した。第8話「激闘！波状攻撃」では、ガッダール隊と戦うヴィクトリーのビデオを見ていたザンスカール士官が「これじゃ昔のガンダムじゃねーか」と言い、一緒に見ていたキーラは「名前を聞いただけでも虫唾が走るぜ」と吐き捨てた。
U.C.0169の漫画『機動戦士クロスボーン・ガンダム DUST』では、長い戦乱によりモビルスーツの開発技術及び生産能力が衰退してしまい、旧式モビルスーツを継ぎ接ぎで組み合わせた「ミキシングビルド」が台頭する。その背景から「ガンダム」は希少価値が高くとても強力なモビルスーツを指す意味合いが強くなり、原作内ではガンダムタイプではない機体にブラフや験担ぎなどの為にガンダムの顔を模したフェイスマスクを付ける機体が幾つか存在している。ちなみにフォント・ボーはF89がベースとなっているアンカーを「どう見ても立派なガンダム」と個人的な感想を述べているが、パイロットのアッシュ・キングは「F系も顔が似ているだけ」と否定している。

### 『機動武闘伝Gガンダム』シリーズ
『機動武闘伝Gガンダム』の舞台である未来世紀においては、各コロニーの威信をかけた代表選手としてのモビルファイター (MF) のほとんどすべてが「ガンダム」と名付けられ、ガンダムファイトと呼ばれる試合に参加する。これらガンダムは頭部デザインにある程度の共通性は見られるが、他に統一性はない。
設定上、ガンダムは本来「ガンダリウム合金（『ガンマ・ユニフィケイショナル・ディマリウム合金(Gamma UNificational Dimalium Amalgam)』）を使用したモビルスーツのことを指す。すなわちこの世界の全てのガンダムがMFというわけではない。
ガンダムファイトに使用されるガンダムは上記の他に "Govern of Unverse Nation Decide Advanced Mobile-suit" （宇宙を支配する国を決める新たなモビルスーツ）の略という意味も付加されている。

### 『新機動戦記ガンダムW』シリーズ
『新機動戦記ガンダムW』の舞台であるアフターコロニーでは、「ガンダニュウム合金（『Genetic on Universal Neutraly Different Alloy』）を使用したモビルスーツ 」のことで、中でもウイングガンダムゼロを基礎として開発された、コロニー側が「オペレーション・メテオ」のために建造した5機のMSおよびこの系統に属する機体を指す。
また、小説版では、トールギスはガンダニュウム合金を使用しており、開発中のコードネームとして「ガンダム」の呼称が使われていたとする設定となっている。外伝であるG-UNITには別系統のガンダムタイプが登場するが、これらもG-METAL（ガンダニュウム合金）を使用している。

### 『機動新世紀ガンダムX』シリーズ
『機動新世紀ガンダムX』の舞台であるアフターウォーでは、ニュータイプ能力に反応するフラッシュシステムを搭載し、サテライトキャノンの初期起動やビットMSの遠隔操作が可能なMSを指す。これらの総称として、「ガンダムタイプ」という言葉が用いられている。これらは第7次宇宙戦争に旧地球連邦軍の決戦兵器として投入され、そのほとんどが失われたが、アフターウォーの時代にあってはガンダムを手に入れられれば天下無敵のMS乗りになれると噂され、MS乗りやバルチャーにとって垂涎の的であった。また、旧連邦の残存勢力が新連邦を結成する過程でも、いくつかのガンダムタイプを試作している。

### 『∀ガンダム』
『∀ガンダム』の正暦世界においては、ガンダムという存在はムーンレィスの伝説で「宇宙移民の大いなる迫害者」として語り継がれている。地球上においてはガンダムという名前は忘れられているが、アデスカの伝説に「白い悪魔」という巨人（白い悪魔はRX-78-2 ガンダムの異名の一つである）が語られているなど、断片的に記憶されている。
劇中において、地球人が「ホワイトドール」と呼んでいた機械人形のことを最初に「ガンダム」と呼んだのはコレン・ナンダーであったが、これに対して、頭部デザインの違いから「ガンダム」であることを否定する発言も作中でなされていた。テテス・ハレはガンダムの伝説と∀の記号からこの機体を「∀ガンダム」と呼んだほか、ある程度この機体を知る人物は「ターンエー」と、その他の登場人物は「ホワイトドール」あるいは「ヒゲ」と呼んでいた。∀ガンダムそのものは「ターンタイプ」とも呼ばれており、ガンダムではないターンXの兄弟機としての扱いもされている。以上のように、作中での呼称・ガンダムか否かの扱いは統一されていない。
アニメではこの機体以外に「ガンダム」は登場しなかったが、月光蝶の災厄を目にしたコレン・ナンダーの脳裏にウイングガンダムゼロらしきMSの顔が浮かぶシーンがあり、コレンが「ガンダム！」と叫び、黒歴史の映像で過去のガンダムが登場した際には、これらのガンダムがホワイトドールと類似した存在と認識されていた。小説版や漫画版では黒歴史の遺産として他のガンダムらしき機械人形が登場した。

### 『機動戦士ガンダムSEED』シリーズ
『機動戦士ガンダムSEED』シリーズにおいて設定製作を担当した下村敬治はインタビューにおいて『SEED』シリーズにおける「ガンダム」という呼称はOSのものであり、ガンダムタイプの各機は、ストライクガンダムであれば単に「ストライク」のように、「ガンダム」を冠しない呼称が作中の機体名であると説明している。また、「SEED世界においては『ガンダム』という名称のMSは存在しない。(中略)いまのところは、キラがストライクを指して『ガンダム』と呼んでいるだけである」と明記した文献もあるが、アニメ、漫画、小説の他、公式サイト等の各種資料や、プラモデルの商品名、ゲームでの名称では、『ガンダム』表記が広く使われている。加えて、外伝作品『機動戦士ガンダムSEED FRAME ASTRAYS』作中におけるライゴウガンダムは作中で「ライゴウガンダム」と言及される場面がみられる。
同シリーズのアニメーション作中において、「ガンダム」という呼称は『SEED』第4話等においてキラ・ヤマトが、続編『機動戦士ガンダムSEED DESTINY』第1話においてカガリ・ユラ・アスハが、同作第2話においてスティング・オークレーが言及したに留まり、それ以外の場面では作中世界観における設定上の機体呼称を用いている。
ガンダムタイプMSの特徴は、外観的には直線的ですらりとしたフォルムの5体に左右1対の目（デュアルセンサー）とV字型ブレードアンテナ（統合情報インターフェイス）を備えた頭部を持つデザインが多く、機体の外観を見ることで「ガンダム」と呼称される場合もあった。さらに設定上では、最新技術の導入によって一般的なMSを圧倒する高性能を持つと言われ「C.E.71の大戦にて赫々たる戦果を挙げ、ユニウス条約締結後には新世代ガンダムの開発競争が幕を開け、各陣営のガンダムはエースパイロット専用のスペシャルMSとしての側面が強くなっている」とされる他「戦場に於けるMSの地位を不動のものに押し上げた」と設定されている。その特徴的な頭部形状に関しては「二つのカメラアイを持つ為に索敵・視認能力に優れるが、内部機械が複雑化するために高コストであり、多くの量産機では採用されない」ものとして位置付けている。

#### 「GUNDAM」の頭字語
『機動戦士ガンダムSEED』シリーズでは、「GUNDAM（ガンダム）」という言葉にさまざまな意味を付加したバクロニムを設定している。この案は『∀ガンダム』制作時にも存在し、設定考証の森田繁に作成を依頼されていたものの実現には至らず、3年の歳月を経て本作にて特殊設定担当となった当人によって実現された経緯がある。
これらの名称は、いずれも起動時のコックピット内ディスプレイに表示されるため、その名称を確認できる。 
General Unilateral Neuro-Link Dispersive Autonomic Maneuver Synthesis System
読みは「ジェネラル・ユニラテラル・ニューロリンク・ディスパーシブ・オートノミック・マニューバー・シンセシス・システム」。
「単方向の分散型神経接続によって自律機動をおこなう汎用統合性システム」の意。地球連合がザフトに対抗して作り上げた試作MS群「Xナンバー」を指しており、先頭の「G」のみを用いて「G兵器」と呼称する場合もある。また、Xナンバーに共通して搭載されたMS用OSの名称とも設定されている。
劇中映像では、Xナンバーのコックピット内ディスプレーに表示されたこの文章の頭文字が縦一列に「GUNDAM」と並んで表示されており、このことによってキラ・ヤマトはストライクを「ガンダム」と呼ぶようになったと描写されている。「ガンダム」という呼び名はキラのみがストライクを指して言うもの、と記載されていた文献もあったが、外伝作品においては、これに続いてさらに描写が付加されており、「ガンダム」という呼び名はアークエンジェルのクルーへと広まり、やがてアークエンジェルが寄港したユーラシア連邦の軍事要塞アルテミスへと伝播していったとされる他、「ガンダムタイプ」のようにMSの分類を示す言葉としての「ガンダム」の始まりとしても描かれている。
Generation Unsubdued Nuclear Drive Assault Module Complex
読みは「ジェネレーション・アンサブデュード・ニュークリアー・ドライブ・アサルト・モジュール・コンプレックス」。
「抑制されていない核駆動を使っている強襲モジュール複合体」の意。ZGMF-Xシリーズを始めとした、通称「ZAFTガンダム目」で初めて搭載されたOS、またはMS兵器システムの名称。「ZGMF-X10A フリーダム」(FREEDOM G.U.N.D.A.M Complex)に搭乗したキラ・ヤマトは、開発者が趣味で頭字語がGAT-Xシリーズの「GUNDAM」と同一となるようにしたと推測している。
Generation Unrestricted Network Drive Assault Module Weaponry
読みは「ジェネレーション・アンレストリクテッド・ネットワーク・ドライブ・アサルト・モジュール・ウエポノリー」。
「無制限のネットワーク駆動世代の強襲モジュール兵装」の意。セカンドステージシリーズのOS。
末尾のWeaponryは後付け設定であり、アニメ本編のOS起動シーンでは表示されていない。初出はCDアルバム『SEED DESTINY ORIGINAL SOUNDTRACK ［I］ - ［III］』の初回限定ケース（通常ジャケット含む）にデザインされている「Generation: Unrestricted Network-Drive / Assault Module Weaponry」の一文である。
Gigantic Unilateral Numerous Dominating Ammunition Fortress
読みは「ジャイガンテック・ユニラテラル・ニューマラス・ドミネイティング・アミニション・フォートレス」。
「巨大制圧火器集約要塞」の意。「GFAS-X1 デストロイ」のOS。
Gunnery United Nuclear - Deuterion Advanced Maneuver SYSTEM
読みは「ガナリー・ユナイテッド・ニュークリアー・デュートリオン・アドバンスド・マニューバー・システム」。
「核・デュートリオン統合先進機動砲撃システム」の意。サードステージシリーズのOS。
Guider UNmanned Deployment Autonomic Manipulation
読みは「ガイダー・アンマンド・デプロイメント・オートノミック・マニピュレーション」。
「無人・自律運用展開教導機」の意。「GSX-401FW スターゲイザー」の機体および運用支援システムの総称。
General Unilateral Neuro-Link Dispersive Autonomic Maneuver Complex
読みは「ジェネラル・ユニラテラル・ニューロリンク・ディスパーシブ・オートノミック・マニューバー・コンプレックス」。
「単方向の分散型神経接続によって自律機動をおこなう複合体」の意。「STTS-808 イモータルジャスティス」及び「STTS-909 ライジングフリーダム」のOS。

### 『機動戦士ガンダム00』シリーズ
『機動戦士ガンダム00』の世界では、武力による全世界の戦争行動の根絶を目指す私設武装組織ソレスタルビーイングの主力兵器として登場。当初この世界のガンダムは、全機がGNドライヴ（通称：太陽炉）と呼ばれる半永久機関を搭載している。GNドライヴの名称そのものが「GUNDAM NUCLEUS DRIVE（ガンダムの中核のドライヴ）」の略称であり、「GUNDAM」という名称の意味や由来は明らかでない。物語の中盤以降は、オリジナルの太陽炉のデータを基に開発されたGNドライヴ[T]（タウ）（通称：擬似太陽炉）を搭載したガンダムスローネなどが登場するようになる。
「1st」では主にこの動力機関の性能のため、ガンダムは同時代の現行兵器より高性能機である、と描かれている。他勢力が擬似太陽炉搭載機を主力とするようになった「2nd」では、スペック上はガンダムを超える機体、あるいは敵側のガンダムも登場するようになる。
この作品でのガンダムの定義は、「1st」においては外見よりは「太陽炉を搭載しているか否か」であり、擬似太陽炉搭載機であるジンクスとの戦いは、劇中で「ガンダム同士の戦い」と呼ばれていた。擬似太陽炉が広まった「2nd」ではその逆となり、ガンダムか否かは主に外見で区別される。またガンダム自体も「1st」時の影響で、その外見とともに「ガンダムはソレスタルビーイングの所有する兵器」と一般市民にも広く浸透し、「敵意」「憎悪」の対象となっているため、それを理由に地球連邦平和維持軍が開発するMSの外見がガンダムに類似することを避けるようになっている。
ダブルオーライザーやダブルオークアンタは「ガンダムを超える存在」という意味を込め、機体名称から「ガンダム」は外れているが、呼称としては単に「ガンダム」と呼ばれていた。また主人公の刹那・F・セイエイは自らと仲間たちのことを「ガンダム」と称し、精神的な立場を表す呼び方としても用いられている。

### 『機動戦士ガンダムAGE』
『機動戦士ガンダムAGE』の世界にはMS鍛冶の間で語り継がれる白い巨大人型兵器「救世主“ガンダム”」の伝説が初めにあり、最初の主役機「ガンダムAGE-1」はこれをもとに開発されたという設定である。このほかに発展型のAGE-2、AGE-3、AGE-FXと、敵方の「ガンダムレギルス」が登場する。

### 『ガンダム Gのレコンギスタ』
『ガンダム Gのレコンギスタ』には、主役機のG-セルフをはじめ「G系」という分類のモビルスーツが複数登場する。これらは関連資料で、過去の宇宙世紀に存在した「ガンダム」と関連づけられている。

### 『機動戦士ガンダム 鉄血のオルフェンズ』
『機動戦士ガンダム 鉄血のオルフェンズ』では、アニメ本編から約300年前に勃発した大戦「厄祭戦（やくさいせん）」末期に開発された「ガンダム・フレーム」を採用したMSが「ガンダム」であることが明確になっている。

### 『機動戦士ガンダム 水星の魔女』
『機動戦士ガンダム 水星の魔女』では、人類が宇宙に適応するために開発した「GUNDフォーマット」を搭載したMSが「GUND-ARM（ガンダム）」と呼称されており、傑出した機体性能と引き換えにパイロットに生死にも関わる負担を強いる事から禁断の存在とされている。